# Médecine libérale
La médecine privée, ou médecine libérale, est, en opposition à la médecine publique, un système de soins de santé fourni par un établissement autre que gouvernemental. Dans le cadre libéral, le médecin travaille dans le secteur privé et ne perçoit aucune rémunération de la part de l'État.

## Formation
La formation du médecin est la même que celle d'un médecin traditionnel, soit six ans de formation généraliste, puis 3 à 6 ans de spécialisation, et la réalisation d'une thèse permettant d'obtenir le titre de docteur en médecine. C'est au terme de cette formation initiale que le choix médecine privée / publique est possible[réf. nécessaire].

## Exercice clinique
Ayant la même formation de base, la pratique clinique est la même sur le fond indépendamment du secteur d'activité.
Cependant, les cadres d'exercices étant différents, les moyens le sont également : par exemple, le recours aux examens complémentaires sera plus aisé à l’hôpital qu'en cabinet privé. D'autre part, des contingences économiques existent. L'activité des médecins privés est directement contrôlée par la Sécurité sociale, sans intermédiaire. Ce même contrôle est réalisé également à l’hôpital, mais de manière plus indirecte, en passant par les différents filtres administratifs, diluant ainsi la responsabilisation du médecin. Paradoxalement, le médecin libéral est donc un peu moins libre de ses prescriptions que le médecin hospitalier.

## Différents secteurs d'installation
3 secteurs d'installation sont possibles :
- secteur 1, ou conventionné secteur 1 : les honoraires du médecins sont remboursés par la sécurité sociale et sont fixés par la sécurité sociale, en contrepartie la sécurité sociale finance une partie de ses charges. C'est le secteur de base d'installation.
- secteur 2, ou conventionné secteur 2 : le médecin peut pratiquer des restants à charge et il n'y a pas de contrepartie de financement des charges. Pour s'installer en secteur 2, le médecin doit pouvoir justifier de deux ans d’assistanat ou de clinicat dans un hôpital public, en plus de sa formation initiale. La sécurité sociale rembourse une partie de la consultation ne comprenant pas les restants à charge.
- secteur 3, ou non conventionné : en dehors de la convention avec l'Assurance maladie. Elle ne remboursera qu'une très faible partie du prix de la consultation. Le médecin fixe librement ses honoraires.